# „Гугъл“ файлова система
„Гугъл“ файлова система (Google File System, GFS) е файлова система, разработена от „Гугъл“ за вътрешна употреба. Целта ѝ е да осигури ефикасност и надежден достъп до данни, използвани в големи клъстери от обикновени хардуерни системи.

## Замисъл[1]
Файловете, съхранявани в „Гугъл“, обикновено са много големи (в порядъка на няколко гигабайта), като всеки файл съдържа много на брой малки обекти – късове. Обновяването на информация във файла става чрез прикрепване към файловете, а не с презаписването им. Това води до създаването на клъстери от сървъри. Един главен сървър съхранява метаданни с пътя към името, които биват обновявани периодично. Преимуществото на такава система е простотата. Ако сървърът, съхраняващ късовете от файлове, има проблем, главният сървър не бива уведомяван. Той периодично проверя кой от сървърите е в наличност. Поради високата повтаряемост на късовете има висока вероятност този къс да е в наличност на друг подсървър. Тъй като сървърите сами обменят информация, главният сървър не е обременен. Само когато подсървърите са се съгласили на промяна за един файл, главният бива уведомяван. По този начин един-единствен сървър контролира няколкостотин подсървъра за късовете.